# Kujbyševskij rajon (Oblast' di Kaluga)
Il Kujbyševskij rajon (in russo Куйбышевский район?) è un rajon dell'Oblast' di Kaluga, nella Russia europea; il capoluogo è Betlica. Istituito nel 1929, ricopre una superficie di 1243 chilometri quadrati.